# Newark Athlete
Newark Athlete er en amerikansk stumfilm fra 1891 af William Kennedy Dickson.